# アーロン・ピアース
アーロン・ピアース(英: Aaron Pierce)はアメリカのテレビドラマシリーズ『24 -TWENTY FOUR-』に登場する架空の人物。演じているのはグレン・モーシャワー (Glenn Morshower)。日本語での吹き替え声優は佐々木敏。
主人公のジャック・バウアーを除けば、シーズン1～7まで連続で登場している唯一の人物である。

## 概要
アメリカ合衆国シークレットサービス特別捜査官。5つの政権を経験した大ベテランである。
デイビッド・パーマーやチャールズ・ローガンの下で、シークレットサービスの指揮官として活躍する。
息子が一人いて海軍に所属している。

## 作中での活躍
前歴
第2期レーガン政権時にシークレットサービスに入る。
シーズン1
パーマー議員暗殺計画の報を受けて選挙事務所に向かい、議員の警備に着く。
シーズン2
大統領となったパーマーの護衛官として別荘で勤務。終盤に大統領の任を解かれた彼の監視役として彼の側に着き、彼の頼みにより極秘に衛星電話を調達して密かに協力したことで拘束されてしまうが、権限を失ったパーマーの正しさを信じて「大統領」と最後まで呼んでいた。そして、パーマーが再び大統領に復帰した事で拘束を解かれた。
シーズン3
引き続き大統領の護衛として任務に着く。パーマーを4年もの間警護してきている為、パーマーから絶大な信頼をおかれている。
シーズン4
バンカー内で警備に着いており、パーマーとの再会を喜んでいる。
シーズン5
大統領となったローガンの護衛官として任務に着く。カミングスの裏切りをジャックに知らされ、辞職覚悟でジャックに協力。シークレットサービスの警備を移動させ、大統領の執務室に入れカミングスを尋問させて神経ガスの在りかを突き止めた。
その後はマーサとロシア大統領夫妻を乗せた車両への襲撃事件において命懸けで、彼らをテロリストたちから守る。それによって、マーサに全幅の信頼を寄せられる。
続いてウェインと落ち合う予定がなかなか来ない為に迎えに行き、傷を負いながらもウェインの救出に成功した。それによりローガンの陰謀に気づいたが拘束されて拷問を受ける。ローガンに要職に着ける代わりに口を閉ざすよう取引を求められるが、ローガンに売国奴と吐き捨て、チャールズと呼び捨てて完全に決別する。それにより危うく殺されそうになるも脱出。最後はマーサやマイクと共にジャックに協力してローガンを失脚させる。一連の出来事を通してマーサと恋仲になる。
シーズン6
シークレットサービスを退職。前シーズンでの出来事がきっかけとなってマーサとは恋仲になり、リハビリ施設で彼女と暮らしている。任務中は寡黙だった彼とはうって代わってマーサとよく会話をするようになる。
アーニャ・スワロフ説得の協力を頼みに来たローガンと対立をするも、情緒不安定のマーサを説得する為に尽力する。
シーズン7
ブキャナンの依頼で、疎遠となっていたテイラー大統領の娘・オリヴィアを父・ヘンリーが入院する病院へ送る為に商談中の彼女の前に現れる。その後、ホワイトハウスが襲撃を受けた際に彼女を逃がす為に奔走したことで、救出後に臨時主席補佐官となったオリヴィアの依頼により専属の護衛官となる。
だが、彼女が不審な行動を繰り返したことで疑問を持ち、主席補佐官室にある隠しレコーダーの録音をイーサン・ケニンに協力を依頼して持ち出し、オリヴィアの犯罪を暴いた。